# Église Saint-Friard de Besné
L'église Saint-Friard est un édifice religieux catholique situé à Besné dans le département de la Loire-Atlantique en France.

## Description
L'église est située au centre de Besné, en Loire-Atlantique. Il s'agit d'un édifice à plan cruciforme, une nef terminée par un chœur et traversée par un transept. Le clocher, de section carrée, s'élève au-dessus du portail.
L'église est dédiée à Friard d'Indret, saint catholique qui aurait contribué à l'évangélisation de la région nantaise durant le VIe siècle avec saint Second. Les vitraux décrivent d'ailleurs la vie des deux saints.
L'église abrite plusieurs objets protégés au titre des monuments historiques :
- un calice et une patène en argent (XVIIIe siècle[3]) ;
- un coffret aux saintes huiles en étain (XVIIIe siècle[4]) ;
- des fonts baptismaux (XVIe siècle[5]) ;
- un reliquaire en bois peint, dédiés à saints Fiacre et Second (XVIIIe siècle[6]) ;
- deux sarcophages en granite, attribués par la tradition à saint Friard et saint Second (dans la crypte, VIe siècle[7]) ;
- une statuette en bois représendant la Vierge à l'Enfant (XVIIIe siècle[8]).

## Historique
L'église actuelle est construite en 1880 en remplacement d'un édifice plus ancien.